# Belgio ai XXII Giochi olimpici invernali
Il Belgio ha partecipato ai XXII Giochi olimpici invernali, che si sono svolti dal 7 al 23 febbraio a Soči in Russia, con una delegazione composta da sette atleti.

## Bob
Il Belgio ha qualificato nel bob un equipaggio femminile, per un totale di due atlete.
| Gara                | Equipaggio                   | 1ª manche | 2ª manche | 3ª manche | 4ª manche | Totale  | Posizione |
| ------------------- | ---------------------------- | --------- | --------- | --------- | --------- | ------- | --------- |
| Bob a due femminile | Elfje Willemsen Hanna Mariën | 57"92     | 58"02     | 58"33     | 58"30     | 3'52"57 | 6         |

## Freestyle
Il Belgio, secondo i risultati ottenuti ha schierato un atleta donna: Katrien Aerts.

## Pattinaggio di figura
Il Belgio, secondo i risultati ottenuti ha schierato un atleta uomo: Jorik Hendrickx.

## Pattinaggio di velocità
Il Belgio, secondo i risultati ottenuti ha schierato due atleti: un uomo e una donna: Bart Swings e Jelena Peeters

## Snowboard
Il Belgio, secondo i risultati ottenuti ha schierato un atleta uomo: Seppe Smits.